# Ramses 1.
Ramses I er i oldtidens Egypten den første farao i det 19. dynasti. Far til farao Sethos I.